# فاجعه آرمرو

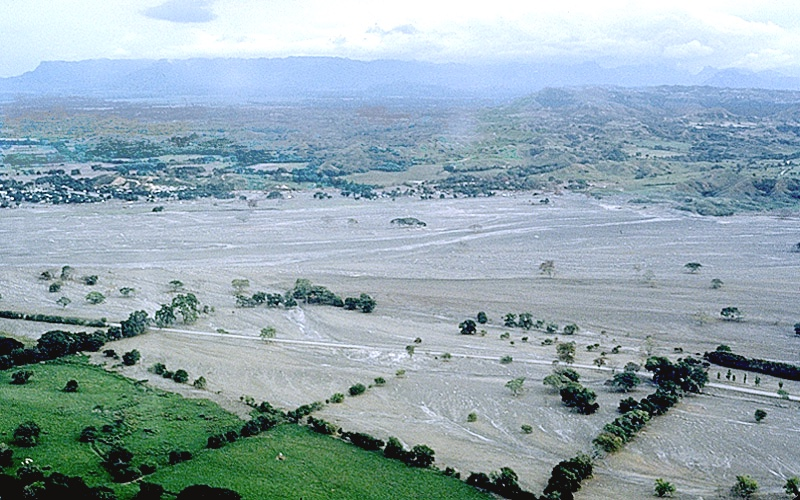
آرمرو، پس از وقوع فاجعه

فاجعهٔ آرمرو (اسپانیایی: Tragedia de Armero‎) یکی از نتایج اصلی فوران نوادو دل روئیس آتشفشان چینه‌ای در شهرستان تولیما بود که در ۱۳ نوامبر سال ۱۹۸۵ میلادی به وقوع پیوست.